# منتخب أذربيجان تحت 19 سنة لكرة القدم
منتخب أذربيجان تحت 19 سنة لكرة القدم (بالأذرية: Azərbaycan U-19 milli futbol komandası)‏ هو ممثل أذربيجان الرسمي في المنافسات الدولية في كرة القدم في فئة كرة قدم للرجال تحت 19 سنة، يديريه اتحاد أذربيجان لكرة القدم.